# Bacadweyn
Bacadweyn (ook: Bacadweyne, Bacad Weyne, Bacadwayn, Baaduin) is een dorp in het zuiden van het district Hobyo, regio Mudug, in Somalië.
 Bacadweyn ligt in het deel van Mudug dat valt onder de zelfverklaarde autonome 'staat' Galmudug. Bacadweyn moet niet worden verward met Bacaadweyn, ook gelegen in de provincie Mudug, maar noordelijker, in het District Galdogob, en niet in Galmudug maar in Puntland.
Bacadweyn ligt ca. 68 km ten westen van de districtshoofdstad Hobyo en ca. 53 km van de kust van de Indische Oceaan.
 Het dorp ligt aan de rand van een gebied met zandduinen, Ciidda Bacadweyn genaamd.
Klimaat: Bacadweyn heeft een tropisch steppeklimaat. De gemiddelde jaartemperatuur is 27 °C. April is de warmste maand, gemiddeld 29,1 °C; januari is het koelste, gemiddeld 25,8 °C. De jaarlijkse regenval bedraagt ca. 174 mm. Van januari t/m maart en juni t/m september zijn er twee droge seizoenen en valt er vrijwel geen regen. De twee regenseizoenen vallen in april-mei en oktober-november. Mei is de natste maand; er valt dan ca. 54 mm neerslag.